# Kantongerecht Zaandam
Het kantongerecht Zaandam was van 1838 tot 2002 een van de kantongerechten in Nederland. Bij de oprichting  was Zaandam het vijfde kanton van het arrondissement Alkmaar. Het gerecht kreeg in 1898 een eigen gebouw ontworpen door W.C. Metzelaar. In 1981 verhuisde het naar een nieuw gebouw, ontworpen door B. van Aalderen en J. Daalder.

## Het kanton
Het kanton omvatte bij de oprichting de gemeenten: Oost- en West-Zaandam, Koog aan de Zaan, Wormerveer, Zaandijk en Oostzaan en Westzaan en Knollendam. Bij de splitsing van de provincie Holland in Noord-Holland en Zuid-Holland werd in Noord-Holland een vierde arrondissement gevormd, Haarlem. Zaandam werd het derde kanton van Haarlem.

## Kantonrechter
Voordat hij dankzij het programma De Rijdende Rechter landelijke bekendheid in Nederland kreeg was Frank Visser kantonrechter in Zaandam.